# ヒドロキシメチルビラン
ヒドロキシメチルビラン(Hydroxymethylbilane)は、プレウロポルフィリノーゲンとしても知られており、ポルフィリンの代謝物の一つである。3番目の段階で、ポルフォビリノーゲンからポルフォビリノーゲン脱アミノ酵素によってヒドロキシメチルビランが生成される。
次の段階で、ウロポルフィリノーゲンIIIシンターゼ（シンターゼ＝合成酵素）によりウロポルフィリノーゲンIIIが生成される。
縮合し、環を巻く際、ウロポルフィリノーゲンIIIシンターゼの働きにより4つのピロール環が整然と並んだヒドロキシメチルビランの一端のピロール環一つだけが反転して縮合し環を形成する。ウロポルフィリノーゲンIIIシンターゼがはたらかない場合、ピロール環が整然と並んだままのヒドロキシメチルビランが自発的に縮環して風車状のウロポルフィリノーゲンI が生成する。ウロポルフィリノーゲンI はウロポルフィリノーゲン脱炭酸酵素の基質となりコプロポルフィリノーゲンIへと変換されるが、これはコプロポルフィリノーゲン酸化酵素の基質とならないため、プロトポルフィリンには至らない。。
ヒドロキシメチルビランまで合成された後にウロポルフィリノーゲンIIIシンターゼが働かないようなヘム合成の欠陥がある場合には、通常、光過敏症を引き起こす。

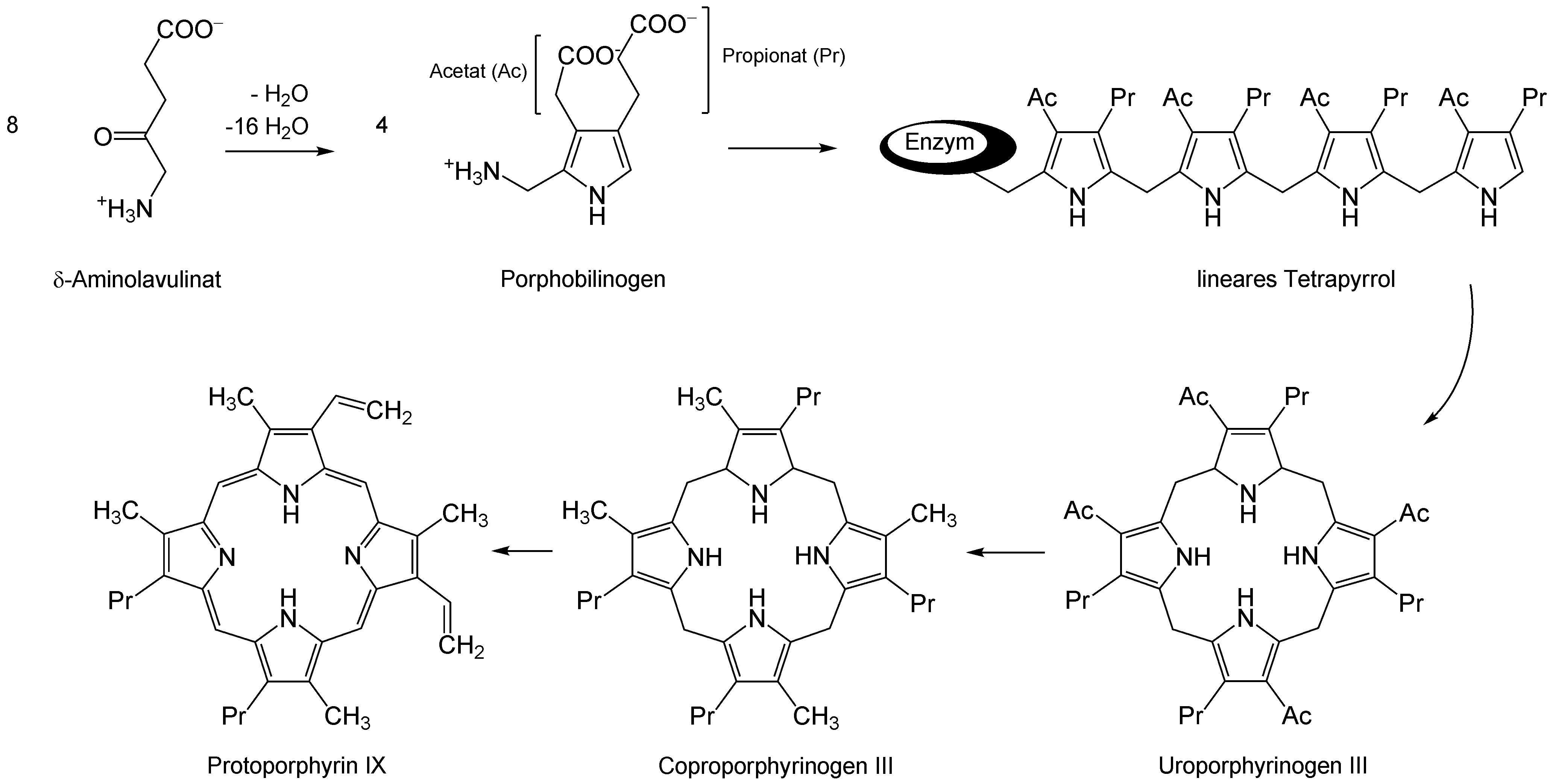
δ-アミノレブリン酸からプロトポルフィリンIXまでの生合成経路